# Ivica Banović
Ivica Banović (Zagreb, RFS de Yugoslavia, 2 de agosto de 1980) es un futbolista croata, se desempeña como centrocampista en el Hallescher FC de Alemania.

## Clubes
| Club            | País     | Año         | Partidos | Goles |
| NK Zagreb       | Croacia  | 1997 - 2000 | 62       | 9     |
| Werder Bremen   | Alemania | 2000 - 2004 | 64       | 3     |
| 1. FC Nürnberg  | Alemania | 2004 - 2007 | 78       | 13    |
| SC Friburgo     | Alemania | 2007 - 2010 | 87       | 7     |
| MSV Duisburgo   | Alemania | 2011        | 19       | 1     |
| Energie Cottbus | Alemania | 2011 - 2014 | 92       | 10    |
| Hallescher FC   | Alemania | 2014        | 35       | 2     |

- Datos: Q461995